# 大空に乾杯
『大空に乾杯』（おおぞらにかんぱい）は、1966年の日活映画。吉永小百合・和泉雅子の二大スターが共演した。監督は斎藤武市。1966年2月25日封切り。カラー。日活スコープ。96分。

## あらすじ
滝村ゆり子（吉永）は全日空の新人スチュワーデスとして、東京から大阪へ飛ぶ飛行機に搭乗したが、機内アナウンスで「東京行き」と言ってしまい、先輩の矢部朝子（十朱幸代）を慌てさせる。ゆり子の母（佐々木すみ江）は新興宗教に凝っており、医師である父（下元勉）との仲はあまり良くないようだ。庭の花壇の手入れにやってきた北倉誠（浜田光夫）は筑豊出身で、園芸が好きで自ら望んで園芸大学へ行き、ベゴニアの開花に力を注いでいる。ゆり子の先輩の工藤冴子（広瀬みさ）には関名俊太郎（葉山良二）という恋人がいるが、冴子の妹のミチ子（和泉雅子）は変わった子で、その関名の独身寮の部屋で眠ろうとして関名を慌てさせたりしているが、いつしか知り合った誠に熱をあげ、誠の大学の温室でゆり子と鉢合わせし、敵意を抱き「何よ、吉永小百合に似ているからって」などと言う。ゆり子は、父から、母が勤務先の病院長の娘だったために結婚したので愛情が無く結婚は失敗だったと聞かされてショックを受け、両親に離婚を迫る。

## スタッフ
- 企画：高木雅行
- 監督：斎藤武市
- 脚本：白坂依志夫・中野顕彰
- 原作：若山三郎
- 撮影：萩原憲治
- 音楽：小杉太一郎
- 美術：坂口武玄
- 協力：全日空

## キャスト
- 滝村ゆり子：吉永小百合
- 矢部朝子：十朱幸代
- 工藤冴子：広瀬みさ
- 工藤ミチ子：和泉雅子
- 北倉誠：浜田光夫
- 副操縦士：川地民夫
- 関名俊太郎：葉山良二
- 立花啓介：平田大三郎
- 立花啓左衛門：清水将夫
- 太郎クン：花の本寿
- チコ：小橋玲子
- 町田：小高雄二
- 滝村健造：下元勉
- 滝村菊子：佐々木すみ江
- 工藤トキ：原恵子
- 川瀬佳子：鏑木ハルナ
- 渡辺：糸賀靖雄
- 日守：押見史郎
- 早崎：桂小かん

## 併映作品
- 『二人の世界』 : 松尾昭典監督

## 備考
この映画が公開される3週間前の1966年2月4日、全日空は羽田沖でボーイング727の墜落事故を起こしている。しかし事故による公開中止等の影響は無く、この映画は予定通り公開された。

## ネット配信
- 日活フィルム・アーカイブ（YouTube）：2025年1月9日 - 1月23日